# Вивільга
Ви́вільга (Oriolus) — рід співочих птахів родини вивільгових (Oriolidae) або воронових (Corvidae), що мешкають переважно в тропічному й субтропічному кліматі східної півкулі. В Україні живе лише один вид — вивільга звичайна (O. oriolus).

## Систематика
Родина налічує 29 видів:
Клада I
- Вивільга мангрова (Oriolus flavocinctus)
- Вивільга оливковоголова (Oriolus melanotis)
- Вивільга бура (Oriolus szalayi)
- Вивільга оливкова (Oriolus sagittatus)
- Вивільга гальмагерська (Oriolus phaeochromus)
- Вивільга серамська (Oriolus forsteni)
- Вивільга вохриста (Oriolus bouroensis)
- Вивільга танімбарська (Oriolus decipiens)

Клада II
- Вивільга світлокрила (Oriolus brachyrhynchus)
- Вивільга сан-томейська (Oriolus crassirostris)
- Вивільга зеленоголова (Oriolus chlorocephalus)

Клада III
- Вивільга чорнокрила (Oriolus nigripennis)
- Вивільга гірська (Oriolus percivali)
- Вивільга південна (Oriolus larvatus)
- Вивільга ефіопська (Oriolus monacha)

Клада IV
- Вивільга чорноголова (Oriolus chinensis)
- Вивільга тонкодзьоба (Oriolus tenuirostris)
- Вивільга звичайна (Oriolus oriolus)
- Вивільга індійська (Oriolus kundoo)
- Вивільга золота (Oriolus auratus)

Клада V
- Вивільга червоногруда (Oriolus cruentus)
- Вивільга чорна (Oriolus hosii)
- Вивільга червона (Oriolus traillii)
- Вивільга сріблиста (Oriolus mellianus)

Клада VI
- Вивільга смугасточерева (Oriolus xanthonotus)
- Вивільга філіппінська (Oriolus steerii)
- Вивільга лусонська (Oriolus albiloris)
- Вивільга батанська (Oriolus isabellae)

Ізольовані види
- Вивільга східна (Oriolus xanthornus)